# Palaeomachus anglicus
Palaeomachus
Genre
Espèce
Synonymes
- Eoscorpius anglicus Woodward, 1876

Palaeomachus anglicus, unique représentant du genre Palaeomachus, est une espèce fossile de scorpions à l'appartenance familiale incertaine.

## Distribution
Cette espèce a été découverte à Mansfield au Nottinghamshire en Angleterre. Elle date du Carbonifère.

## Systématique et taxinomie
Cette espèce a été décrite sous le protonyme Eoscorpius anglicus par Woodward en 1876. Elle est placée dans le genre Palaeomachus par Pocock en 1911.

## Publications originales
- Woodward, 1876 : « On the discovery of a fossil scorpion in the British Coal-measures. » Quarterly Journal of the Geological Society, vol. 32, p. 57-59 (texte intégral (en)).
- Pocock, 1911 : « A monograph of the terrestrial Carboniferous Arachnida of Great Britain. » Monographs of the Palaeontographical Society, no 64, p. 1–84 (texte intégral (en)).